# Карст

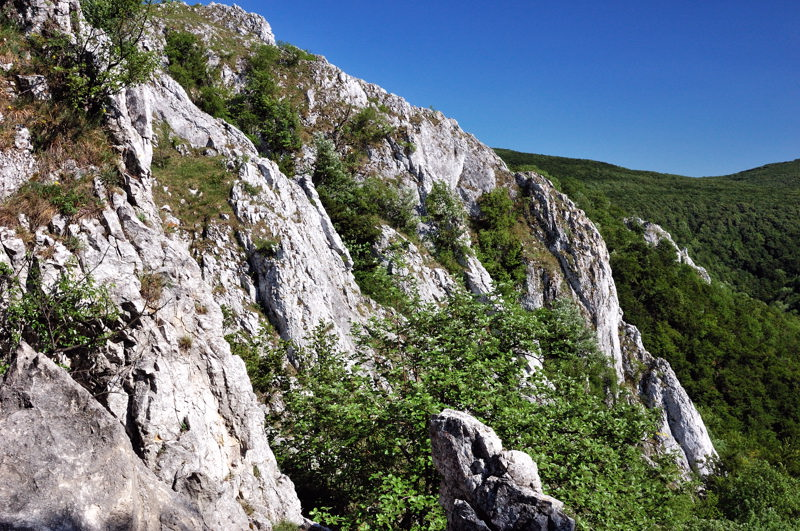
Плавецький карст, Малі Карпати

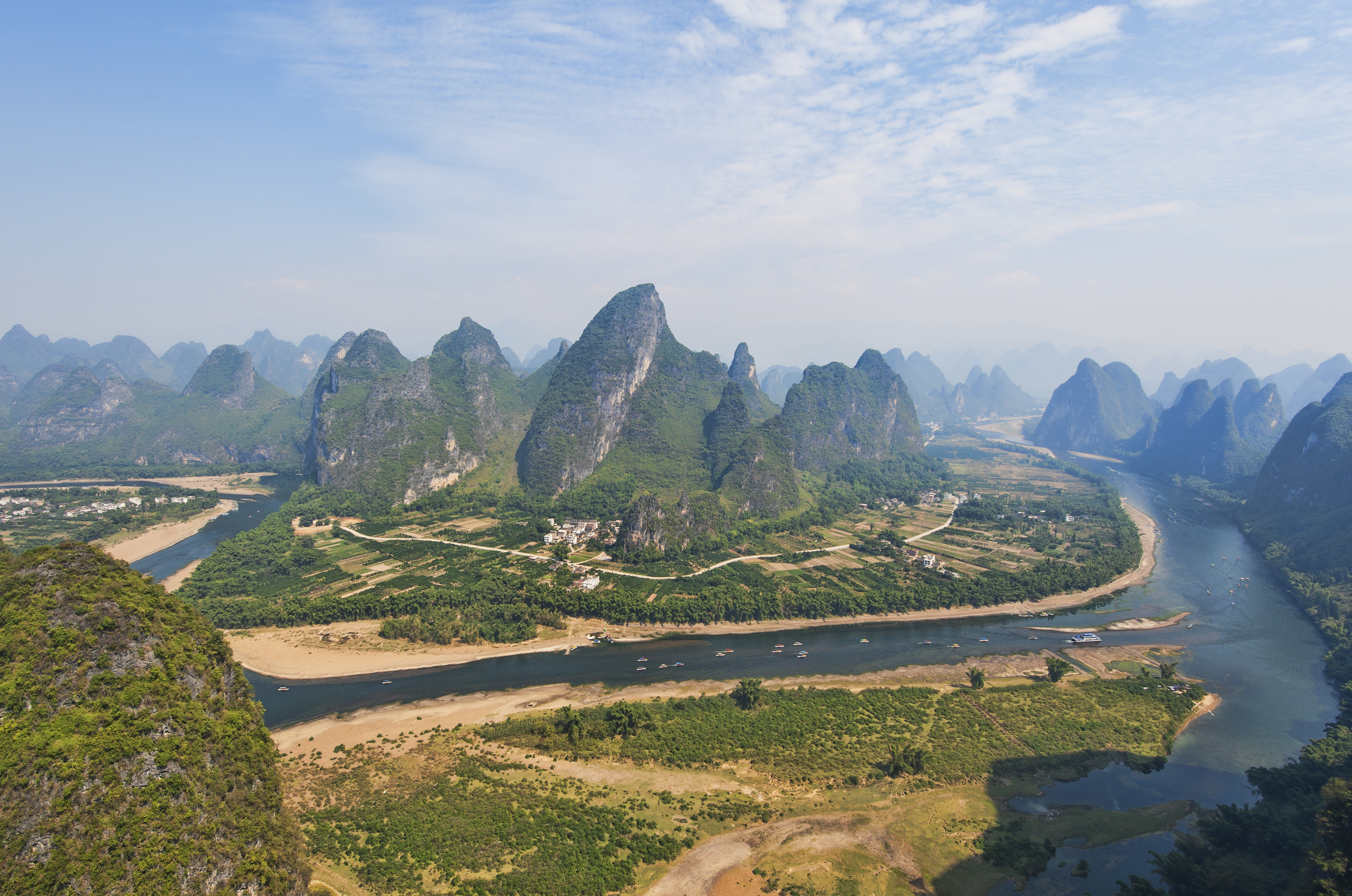
Карстовий рельєф над річкою Ліцзян, Гуйлінь, Китай

Карст — це процес розчинення чи вилуговування легкорозчинних гірських порід поверхневими чи підземними водами, або комплекс форм поверхневого та підземного рельєфу., спричинений цим розчиненням. Термін походить від назви вапнякового плато Карст (або Крас) в Словенії. Карстуванню легко піддаються такі породи: сіль, гіпс, вапняки, доломіти, крейда, мергель. Внаслідок карстових процесів утворюються такі форми рельєфу, як карри, карстові вирви (лійки), улоговини, понори, шахти, печери, підземні річки та джерела. У межах материків відслонені і поховані карбонатні породи займають до 40 км², гіпс і ангідрити — близько 7, кам'яна сіль до 4 млн км².

## Загальний опис
Геологічний процес, пов'язаний із хімічною діяльністю природних (і в першу чергу — підземних) вод, що проявляється у хімічному розчиненні та вилуговуванні гірських порід із руйнуванням їх структури, утворенням у них порожнин різноманітних форм і розмірів та формуванням рідинного (хімічного) стоку, називається карстом.
Залежно від складу порід карст може бути карбонатним (вапняк, крейда, доломіт, мармур і т. ін.) та соляним (кам'яна та калійна сіль, гіпс, ангідрит).
Для розвитку карсту необхідні такі фізичні умови:
• хімічна агресивність підземних вод і газів;
• рівна або похила поверхня;
• значна товщина порід, що карстуються;
• низький рівень підземних вод.
Утворення карсту відбувається як завдяки інфільтраційним водам та атмосферним газам, так і водам глибоких горизонтів та ендогенним газам, висхідне розвантаження яких відбувається по тектонічних розломах. У процесі хімічної взаємодії вод із породами в останніх виникають порожнини — колодязі, галереї, тунелі і печери.
Зустрічаючи на шляху фільтрації водотриви, рухомі води накопичуються, утворюючи так звані карстові води. Нижче рівня карстових вод, вже насичених розчиненою речовиною, розчинення порід не відбувається.
Залежно від глибини карстових порожнин карст поділяється на мілкий та глибокий, а за часом утворення — на молодий та древній. За розвитком покривних відкладів у породах, що карстуються, розрізняють карст відкритий (без ґрунтово-рослинного покриву) та закритий (перекритий четвертинними утвореннями). Формування та розвиток закритого карсту відбувається майже виключно завдяки дії підземних вод, що вміщуються у водоносному горизонті, в породах якого спостерігається карстоутворення. Натомість відкритий карст утворюється за участю як підземних, так і інфільтраційних вод.
Хоча найхарактернішими для розвитку карстових процесів є низинні форми рельєфу, карст може утворюватися і на височинах. Прикладом останнього є крейдяна скеля, на якій знаходиться Святогірська Лавра (25 км на північний схід від м. Слов'янськ). Процеси карстоутворення можуть бути як виключно карстовими (хімічними), пов'язаними з розчиненням та вилуговуванням порід, так і суфозійно-карстовими (фізико-хімічними), під час яких їх механічне руйнування супроводжується хімічною взаємодією дрібних продуктів руйнування з підземними водами. Розрізняють також ерозійний та змішаний карст.
За морфологічними ознаками виділяються такі форми карсту: а) поверхневий — епікарст (карри, понори, воронки, улоговини, а також долини — сухі, сліпі, мішкоподібні);
б) підземний — гіпокарст (шахти, колодязі, галереї, печери та ін.).
Завдяки від'ємним тектонічним рухам карстові порожнини інколи занурюються на глибини у сотні метрів, як, наприклад, ущелина Жан-Бернар (Франція), що сягає глибини 1410 м.
Карстові форми, що утворилися у попередні геологічні епохи, наповнюючись водою та осадками і перекриті молодими породами та ґрунтами, перетворюються у закритий, древній карст.
У процесі карстоутворення хімічна взаємодія підземних вод із породами приурочена переважно до геохімічної зони гіпергенезу, яка відповідає гідрогеологічній зоні вільного водообміну. Тут відбуваються руйнування гірських порід шляхом хімічного вивітрювання з наступними перенесеннями (підземний хімічний сток) продуктів руйнування. Цей процес має назву підземна хімічна денудація. Основними її факторами є реакції йонного обміну між водою та породою, вилуження, розчинення, окислення, гідроліз. Ці процеси сприяють виносу речовин у водному розчині, маса яких є еквівалентною до маси гірських порід, що структурно змінюються або руйнуються. Безумовно, це також стосується основ і фундаментів будівельних об'єктів, на які впливає підземна хімічна денудація, основну роль у якій відіграє гідрогеологічний фактор.
Можливість виявлення приповерхневих карстових форм визначається за їх розмірами відносно до товщини шарів порід, що залягають вище.
Слід мати на увазі, що в межах зони аерації порівняно з тріщинами, а тим більше з похованими приповерхневими карстовими формами зростає роль повітряного заповнювача. Внаслідок цього карстові печери досить часто виділяються як ділянки підвищених електричних опорів.
Вивчення глибинних карстових порожнин можна проводити як із земної поверхні і гірських виробок, так із сусідніх доступних для спостереження карстових порожнин. Під час дослідження з поверхні землі використовують, головним чином, електричну розвідку методом опорів чи сейсморозвідку, а за дуже великих розмірів порожнин (із повітряним заповнювачем) також і гравірозвідку.
Крім співвідношення електричних параметрів заповнювача та оточуючої породи, можливості виділення карстових порожнин методами електророзвідки визначаються за їх розмірами. Порожнину, яка за своєю формою часто наближається до сфери і заповнена матеріалом, що проводить електричний струм, можна відшукати на глибині, яка не перевищує величини двох її діаметрів.
Закарстовані зони чітко виділяються у розрізах свердловин на каротажних діаграмах, за якими інколи умовно вдається визначити коефіцієнт карстування. Зіставлення результатів геофізичних спостережень за декількома свердловинами, як і кореляція характерних аномалій, дають змогу встановити вертикальну зональність у розподілі карстових явищ. Для пошуку порожнин можуть бути використані також і мікроскопічні спостереження. У тих випадках, коли відстань від гірської виробки до порожнини є невеликою, спостерігаються аномальні значення швидкостей поширення пружних коливань.
Карст створює несприятливі для будівництва умови. Особливо великі труднощі виникають під час гідротехнічного будівництва. В цілому, боротьба з карстом полягає, з одного боку, у припиненні доступу поверхневих і підземних вод до товщі, на якій зводяться будівлі й споруди, а з іншого — у збільшенні міцності (стійкості) ґрунтів та зниженні їх водопроникності. Для припинення доступу поверхневих вод здійснюють регулювання стоку з відведенням його в потрібному напрямі. Для підвищення міцності і зниження водопроникності поліпшують різними методами властивості тріщинуватих розчинних водою скельних ґрунтів. При цьому проводять цементацію, глинізацію, бітумізацію, а для тимчасового поліпшення — заморожування ґрунтів.

## Карстові прояви
Виділяють поверхневий (голий) та покритий (похований) карст.

### Поверхневий карст

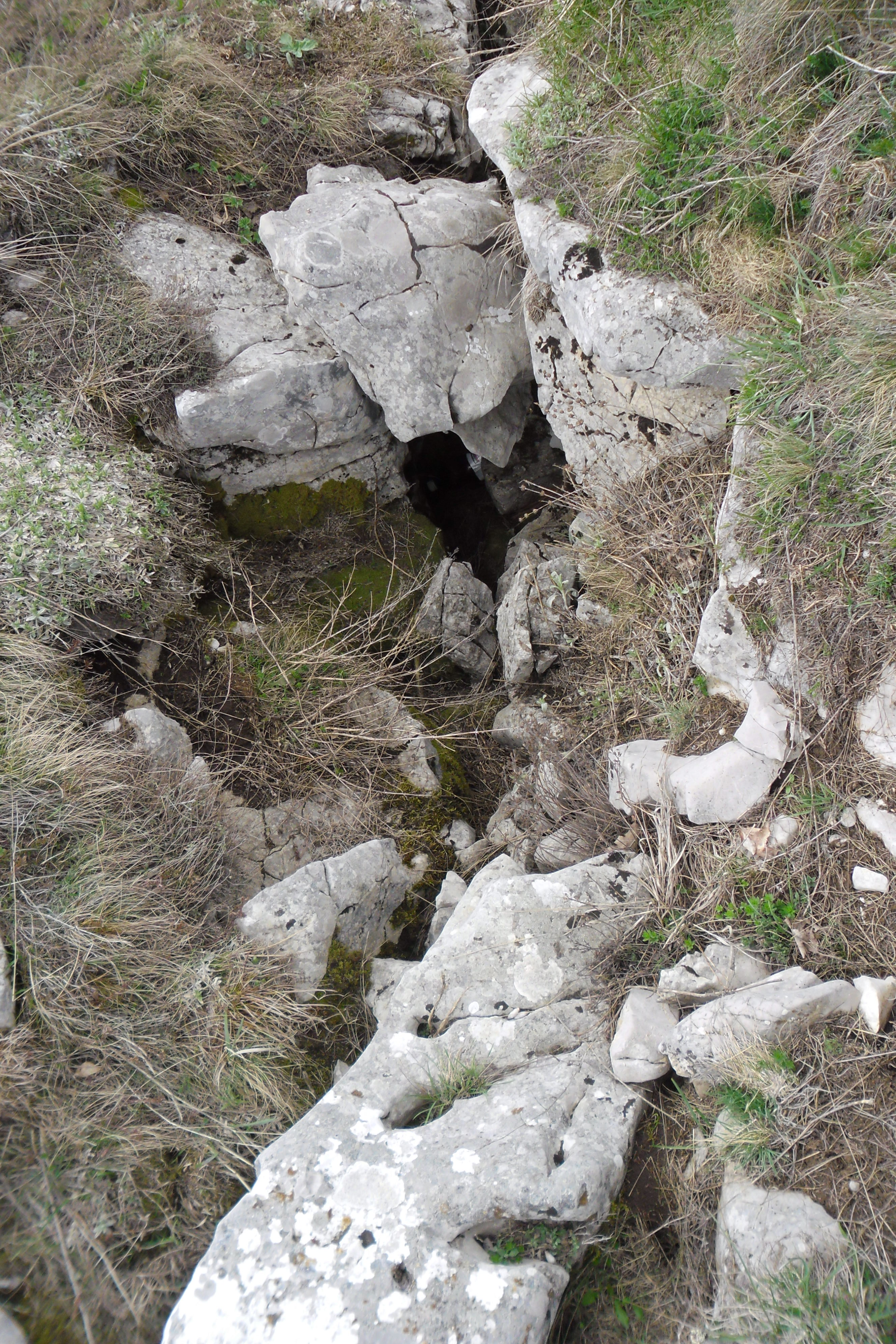
Поверхневий карст. Крим. Ялтинська яйла. 2015 р.

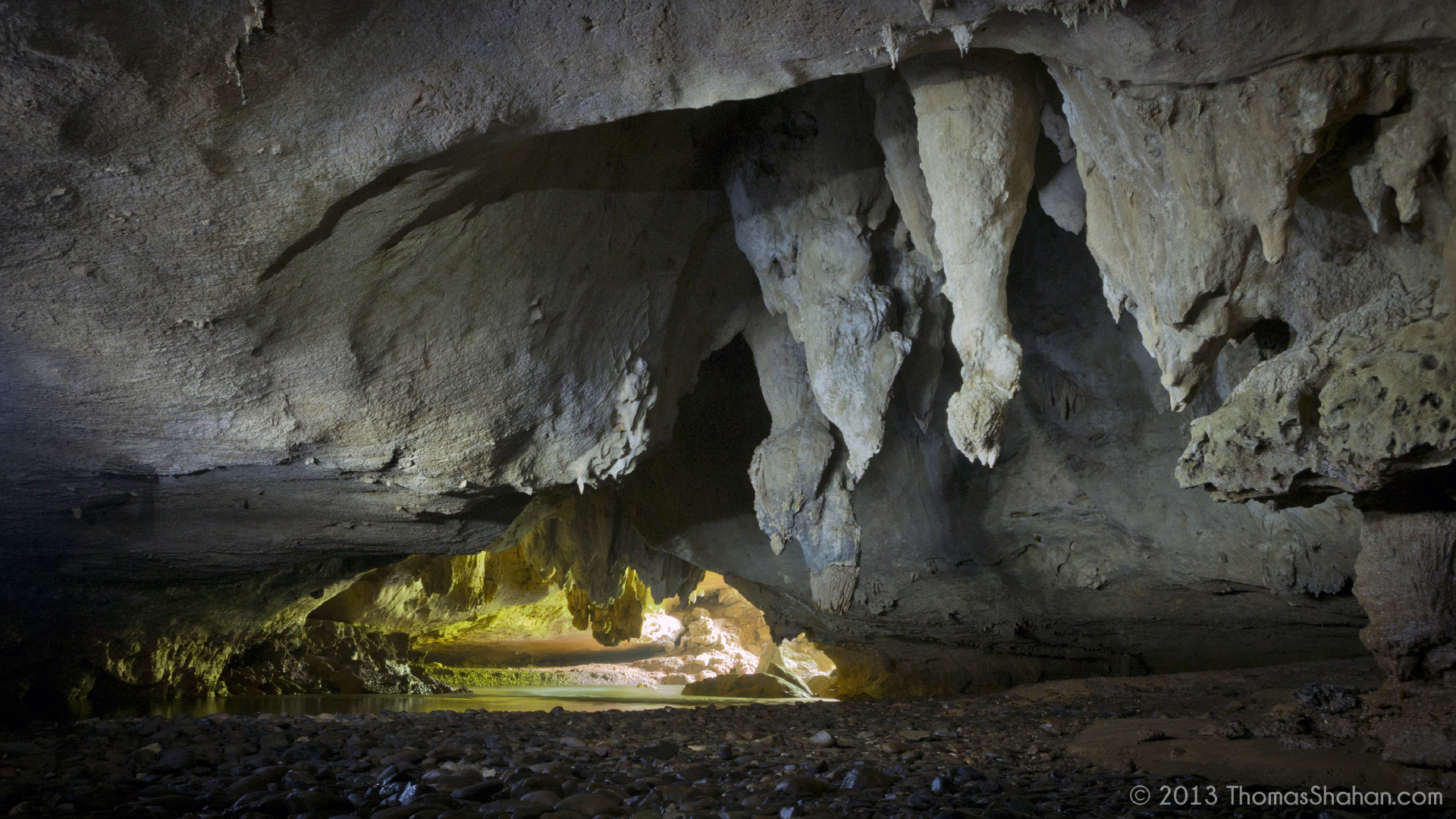
Покритий карст

Поверхне́вий карст — форма рельєфу, що виникла в процесі карстування земної поверхні. Породи, що карстуються, лежать безпосередньо на поверхні, тому швидко розмиваються потоками вод від атмосферних опадів.
Форми рельєфу поверхневого карсту:
- лійка
- колодязь
- шахта
- карри
- понори

### Покритий карст
Покритий карст (рос. покрытый карст, англ. covered karst, mantled karst; нім. bedeckter Karst m) — тип карсту, який розвивається в місцях, де карстові відклади покриті товщею пухких утворень різного генезису. Карст з покривом елювію і ґрунту іноді називають карстом середньоєвропейського типу.
Форми рельєфу покритого карсту:
- печери
- підземні канали
- підземні порожнини

## Умови розвитку карсту

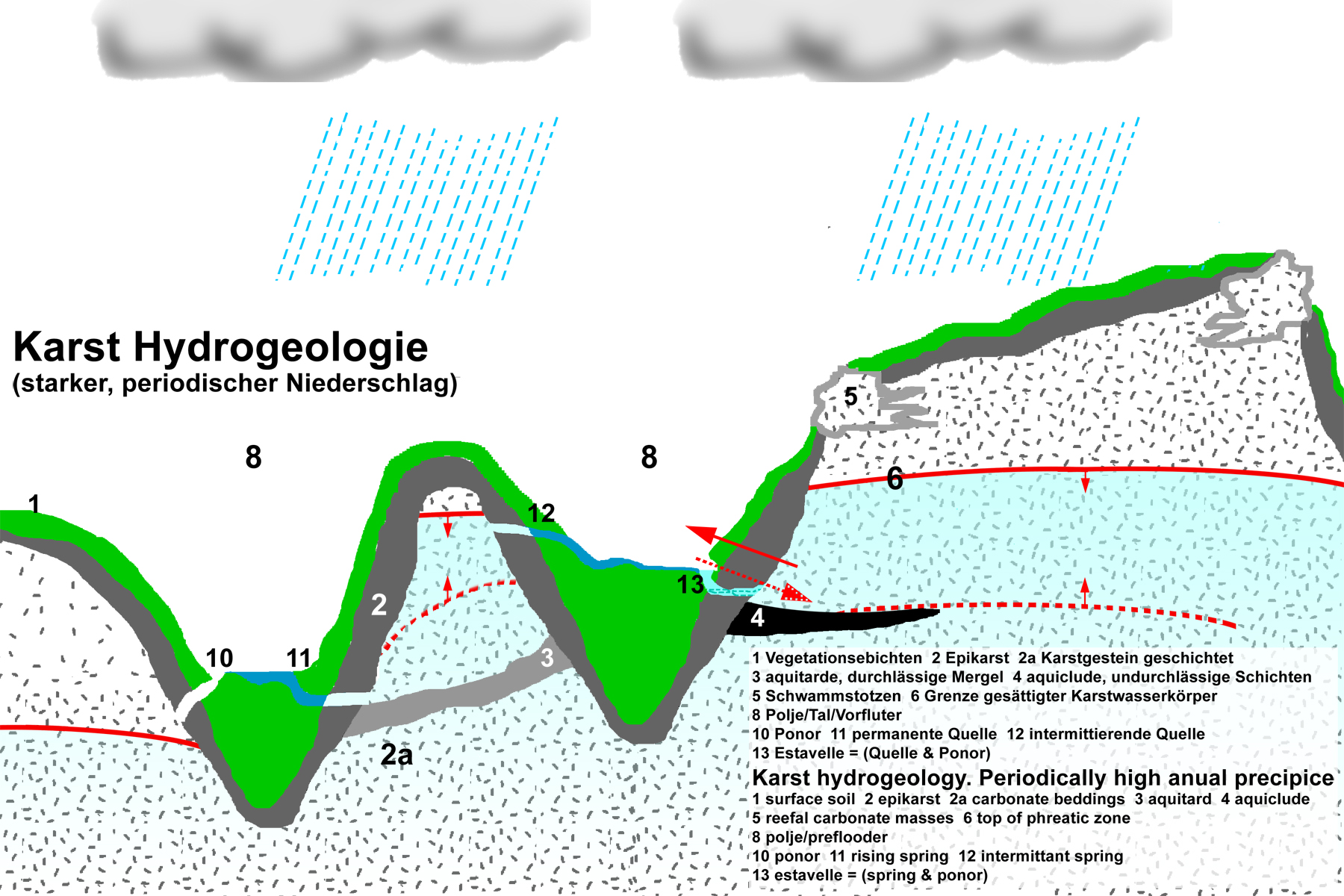
Гідрогеологічна схема карстування.

Для розвитку карсту необхідні такі умови:
1. Наявність порід, що карстуються;
2. Достатня кількість опадів (в рідкому стані) чи підземних вод;
3. Можливість інфільтрації поверхневих вод у породи, що можуть карстуватися. Якщо розчинні породи покриваються водотривким шаром (наприклад глинами чи лесоподібними суглинками), то поверхневі води не можуть проникнути крізь них у нижчі шари;
4. Тріщинуватість порід, що можуть карстуватися — порода, що лежить суцільним пластом не буде розмиватися, а стане водотривким ложем для горизонту підземних вод.

## Методи вивчення поверхневих карстових форм
Польові дослідження мають бути спрямовані на виявлення закономірностей розвитку карсту. Оскільки карстовий процес — довготривалий і дуже повільний, то стаціонарні ділянки для вивчення його розвитку закладати недоцільно. Виконують головно експедиційні (маршрутні) спостереження. Польові експедиційні дослідження розкривають значення головних і другорядних чинників в активізації карсту. Вивчення карстових проявів виконують на фоні загального геологічного та геоморфологічного дослідження території. У польових умовах з'ясовують склад і структуру гірських порід, що карстуються, співвідношення між породами, які карстуються і тими, що не карстуються у вертикальному розрізі та горизонтальному напрямі, виходи порід, що карстуються, на поверхню. Описують відслонення. На добре розчищених розрізах вивчають тріщинуватість, пористість і кавернозність порід. Заміряють напрям, ступінь розкриття та інші характеристики тріщин, з'ясовують їхній генезис. Беруть зразки порід для наступних лабораторних аналізів на ступінь доломітизації. Зразки мають бути невивітрілі, без поверхневих кірок і значних мінеральних прожилок. Вивчають рельєф карстово-уражених районів — його горизонтальне, вертикальне розчленування, крутість, їхні зміни на площі поширення карстових форм. Виконують профілювання вздовж напряму найбільш контрастних змін геоморфологічних умов з кроком у середньому 200 м. У польових маршрутах зазначають зв'язок карстових проявів з гідрографічною мережею.

### З'ясовують морфологічні обриси поверхневих карстових форм
- прості чи складні. До простих форм лійок зараховують: блюдцеподібні, лійкоподібні, чашоподібні, ящикоподібні. У складних формах наявні прості лійки другого, іноді третього, порядків. Форми меншого рангу можуть бути розміщені на дні, рідше на схилах чи біля брівки головної форми. Карри поділяють на: V-подібні, жолобоподібні, U-подібні ;
- симетричні чи асиметричні . Лійки, глибина яких більша від потужності покривних відкладів, мають асиметричний поперечний профіль, різні за крутістю схили. Лійки, глибина яких дорівнює або менша потужності перекриваючої товщі, мають симетричні форми;
- за розмірами: малі (до 5 м у діаметрі), середні (5-25 м), великі (25-50 м), дуже великі (більше 50 м);
- за глибиною — малі (до 1 м), середні (1-5 м), глибокі (5-10 м), дуже глибокі (більше 10 м);
- за формою в плані: лійки — круглі, овальні, здвоєні, амебоподібні (хвостаті лійки з ярами); карри — меандруючі, прямолінійні, ламані;
- за обводненістю: сухі, періодично затоплені та заповнені водою (карстові озера).

У польових умовах отримують інформацію про характер і поширення ґрунтово-рослинного покриву, який у певних геоморфологічних та кліматичних умовах по-різному впливає на розвиток форм.
Поверхневі карстові форми, описуючи у польових умовах, одночасно наносять на карту, замальовують і фотографують. З'ясовують генетичний тип лійок та інших карстових форм. Для характеристики щільності форм обчислюють кількість поверхневих форм (лійок, блюдець, западин) на одиницю вимірювання поверхні (1 км²) у різних умовах рельєфу та геологічної будови. Зазначають роль карсту у фізико-географічних процесах території досліджень.

## Методи вивчення підземних порожнин

### Під час вивчення підземних порожнин з'ясовують
- ступінь закарстованості та просторове поширення масиву порід, що карстуються, їхня потужність і витриманість за простяганням;
- геологічну історію розвитку, наявність складчастих і розривних структур;
- планове поширення порожнин — картування маловідомих і невідомих ходів, визначення протяжності печер;
- петрографо-мінералогічний склад, фаціально-літологічні відміни, розчинність порід, наявність глинистих прошарків;
- гідрогеологічні умови, особливості руху вод у карстовому масиві, насиченість вод вуглекислотою, концентрацію поверхневого стоку та його потрапляння у порожнини;
- генетичний тип і величину тріщин у підземних ходах, їхню орієнтацію у просторі, збігання з простяганням головних і другорядних ходів;
- морфометричні характеристики залів і переходів між ними;
- наявність і параметри сифонів, колодязів, прямовисних стінок тощо.
- у вапнякових печерах: ускладненість сталактитами, сталагмітами, сталагнатами, їхні типові й унікальні форми. У гіпсових печерах: скупчення кристалів — кількість, величина, приуроченість до стінок;
- тип і потужність печерних відкладів — залишкових, обвальних, водних механічних, водних хемогенних, кріогенних, органогенних, особливості їхнього утворення ;
- мікрорельєф стінок печер (тріщини, виступи, складні форми);
- наявність у печерах рік, водоспадів, озер, снігових конусів, їхні параметри;
- температуру на вході та всередині печер;
- підземний світ печер.

Для визначення поширення порід, що карстуються, застосовують середньота великомасштабні геологічні карти. Для з'ясування впливу тектонічних структур і активності неотектонічних рухів використовують карти розломно-блокової тектоніки, лінеаментів, планетарної та регіональної тріщинуватості, тектонічні і карти неотектоніки. Геологічну історію розвитку визначають за палеогеографічними картами. Розчинність порід, вміст у них кальциту знаходять у лабораторних умовах. Решта досліджень передбачає детальні польові знімання з використанням приладів для орієнтування, нівеліра, мірних стрічок, геологічного молотка, а також відповідного спелеологічного спорядження.

## Карстові явища у світі
Розчинення сульфатних порід і кам'яної солі може відбуватися в чистій воді, але наявність у воді розчиненої солі, що не має спільного йону з сіллю, яка створює розчинну породу, підвищує розчинність. Розвиток карсту відбувається під сукупним впливом поверхневих і підземних вод. Розчинення гірських порід часто супроводжується механічним розмивом. Для поверхні площ розвитку карсту характерні дрібні борозни і поглиблення — карри, замкнені пониження (лійки, улоговини, природні колодязі і шахти, сліпі яри і долини), ніші в обривах. Найтиповіші — лійки (конічні, котло-, блюдцеподібні або у вигляді ям неправильної форми) діаметром 1-200 м і завглибшки 0,5-50 м. На дні лійок трапляються отвори — понори, які часто є початком шахт або колодязів, іноді завглибшки понад 1000 м (максимальна глибина 2148 м — печера Крубера, Абхазія). У закарстованих масивах утворюються різні підземні ходи, порожнини, печери, які часто розвиваються вздовж тріщин. Найбільша печера світу — Мамонтова з печерною системою Флінт-Ридж (США, Кентуккі) досягає загальної довжини 590 км. Найбільша в Україні печера — гіпсова Оптимістична (Поділля) завдовжки близько 214 км, найглибша — Солдатська (Крим), завглибшки 540 м. З карстовими явищами зовні схожі явища псевдокарсту, які виникають у кризі і мерзлих ґрунтах (термокарст), в дрібноуламкових і пористих ґрунтах (кластокарст, глинистий, лесовий, механічний карст, суфозія, просадка). У їхньому розвитку основну роль відіграють інші, не типові для карсту фізичні процеси: танення льоду, механічний вплив рухомої води тощо. Карст ускладнює видобуток корисних копалин, що залягають нижче або на рівні карстових порід.

## Карст в Україні
В Україні карст поширений у Карпатах, на Поділлі, Донбасі, Криму. Загалом карстові процеси розвиваються на 60 % території України. В деяких областях України рівень ураження карстовими процесами сягає 60-100 % території. При цьому характерними є явища карбонатного, сульфатного, соляного карсту. Особливу небезпеку викликають ділянки розвитку відкритого карсту (вирви, колодязі, провалля), що становить 27 % від всієї площі карстоутворення. Найбільш розвинутий відкритий карст на території Волинської області на площі 594 км², Рівненської — 14 км².

## Неповний список закарстованих територій
- В Україні:

- Донецький кряж
- Кременецькі гори;
- Кримські гори;
- Опілля;
- Середнє Подністров'я;
- Товтровий кряж;

- У світі:

- Рівнина Налларбор, Австралія;
- Плато Карст,;

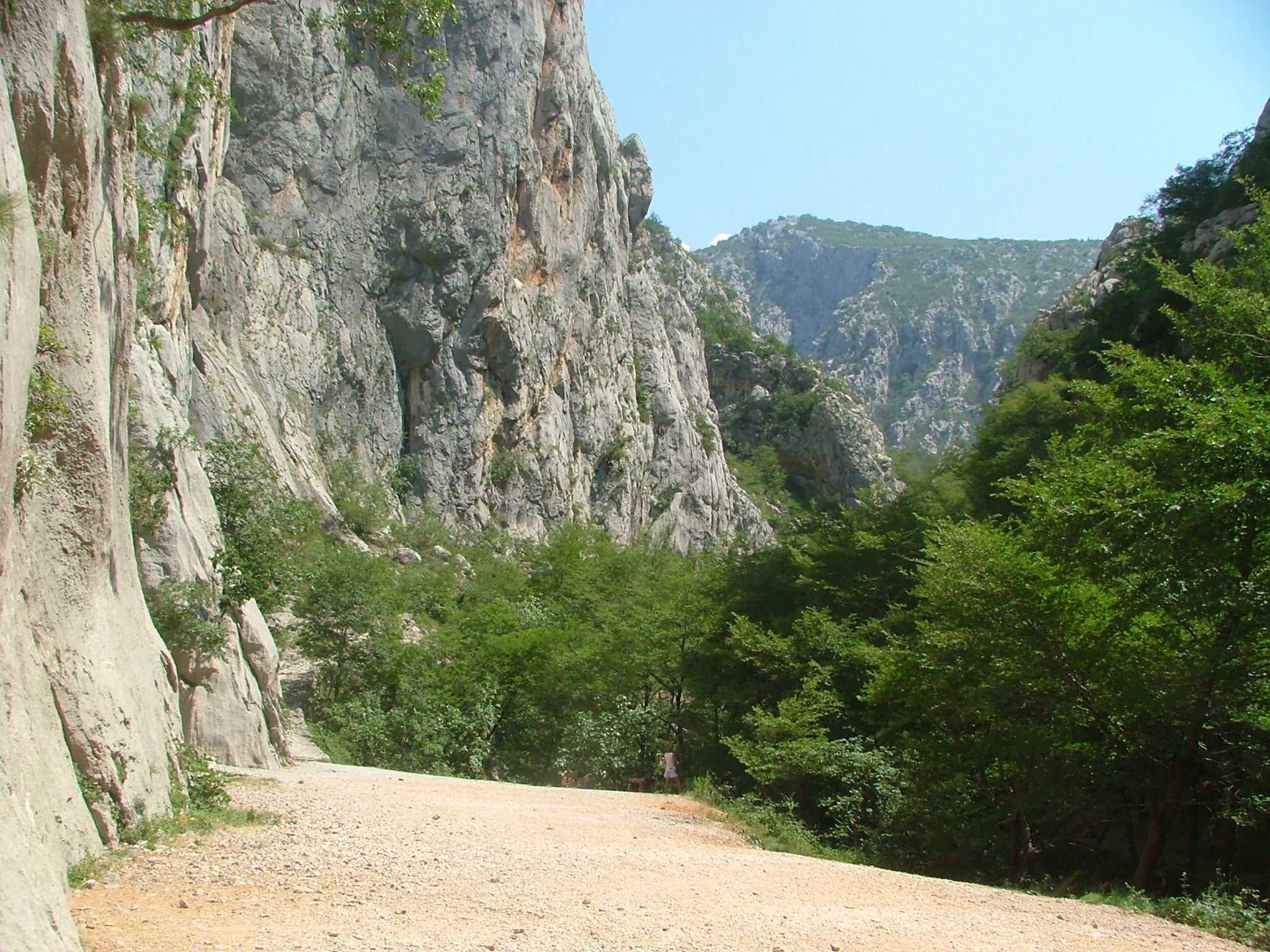
Національний парк Пакленіца, Хорватія

- Біломорсько-Кулойське плато, Росія;
- Лисецька височина, Росія;
- Обозерська височина, Росія;
- Тіманський кряж, Росія;
- Онего-Північнодвінсько-Мезинська низовина, Росія;
- Словацький Карст, Словаччина

## Галерея

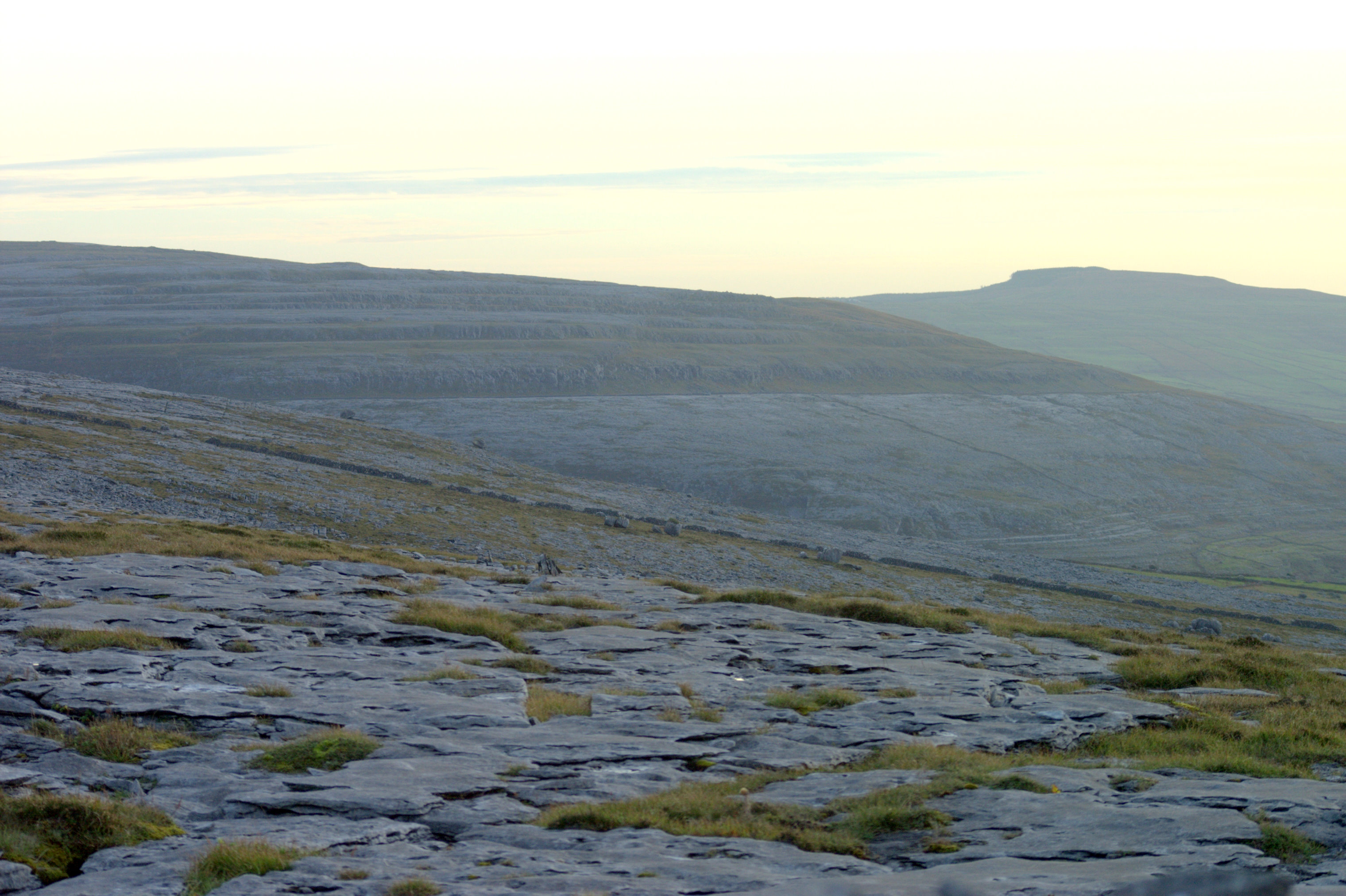
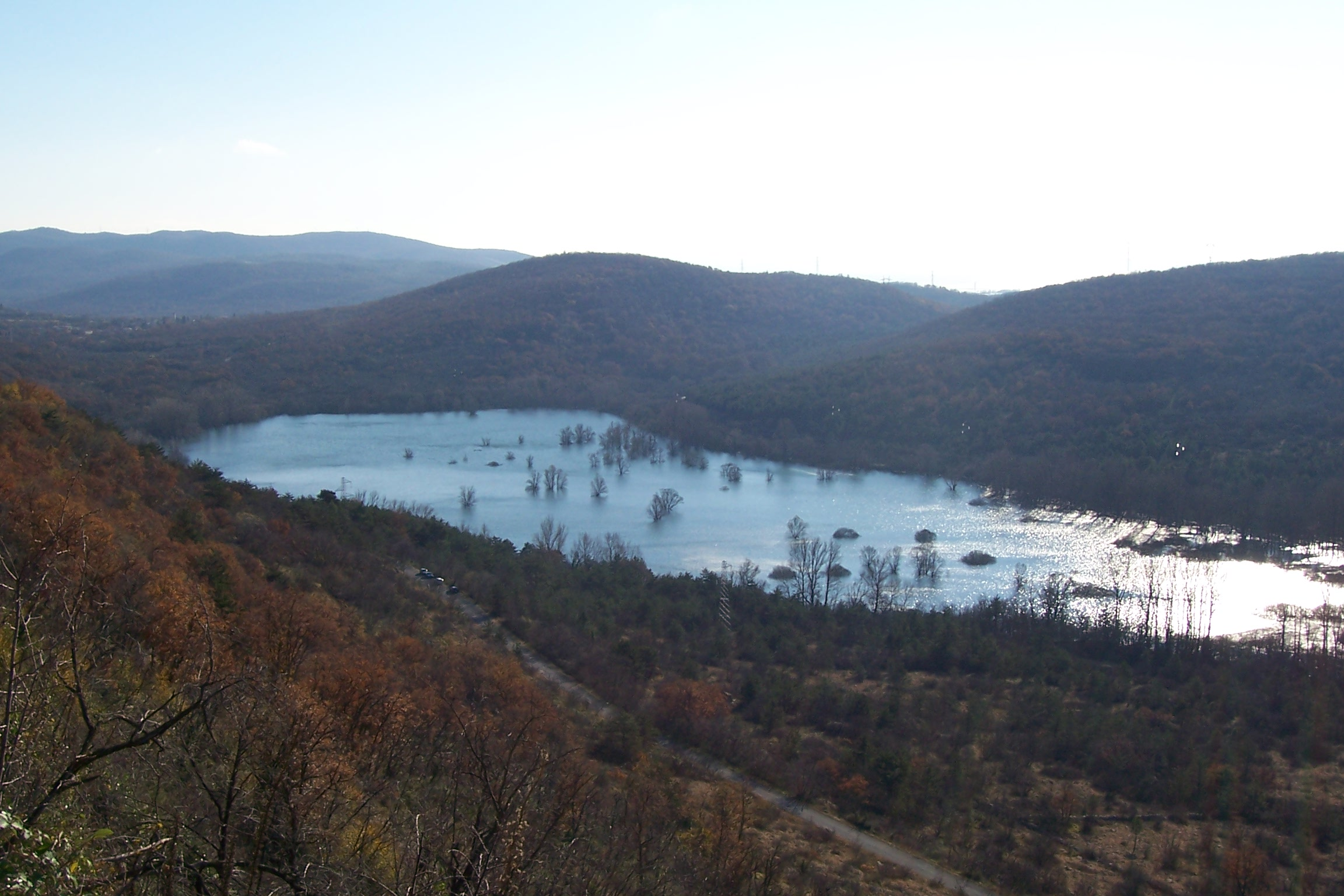
Карстове озеро Добердо-дель-Лаго, Італія
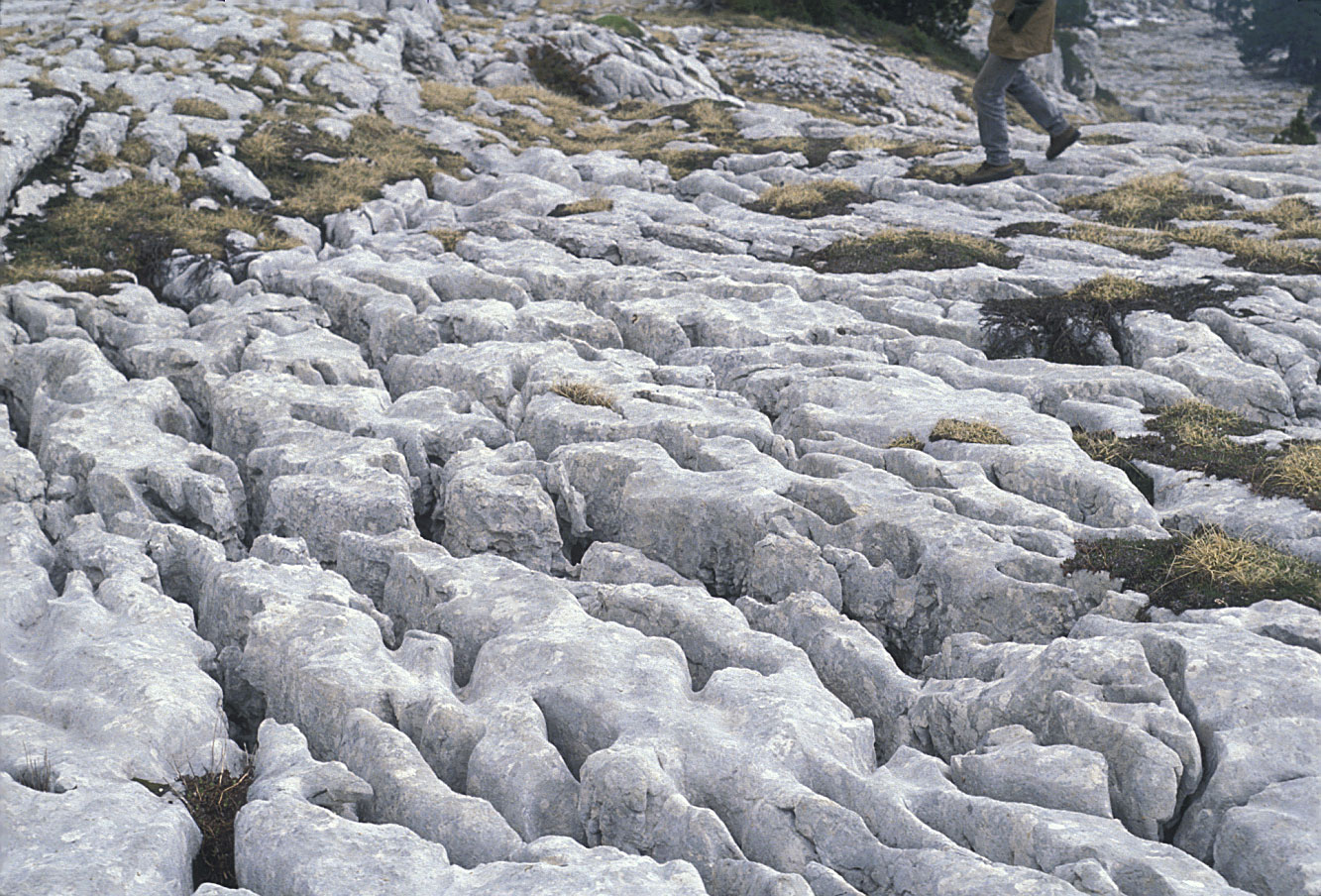
Карри в Dent de Crolles (Франція)
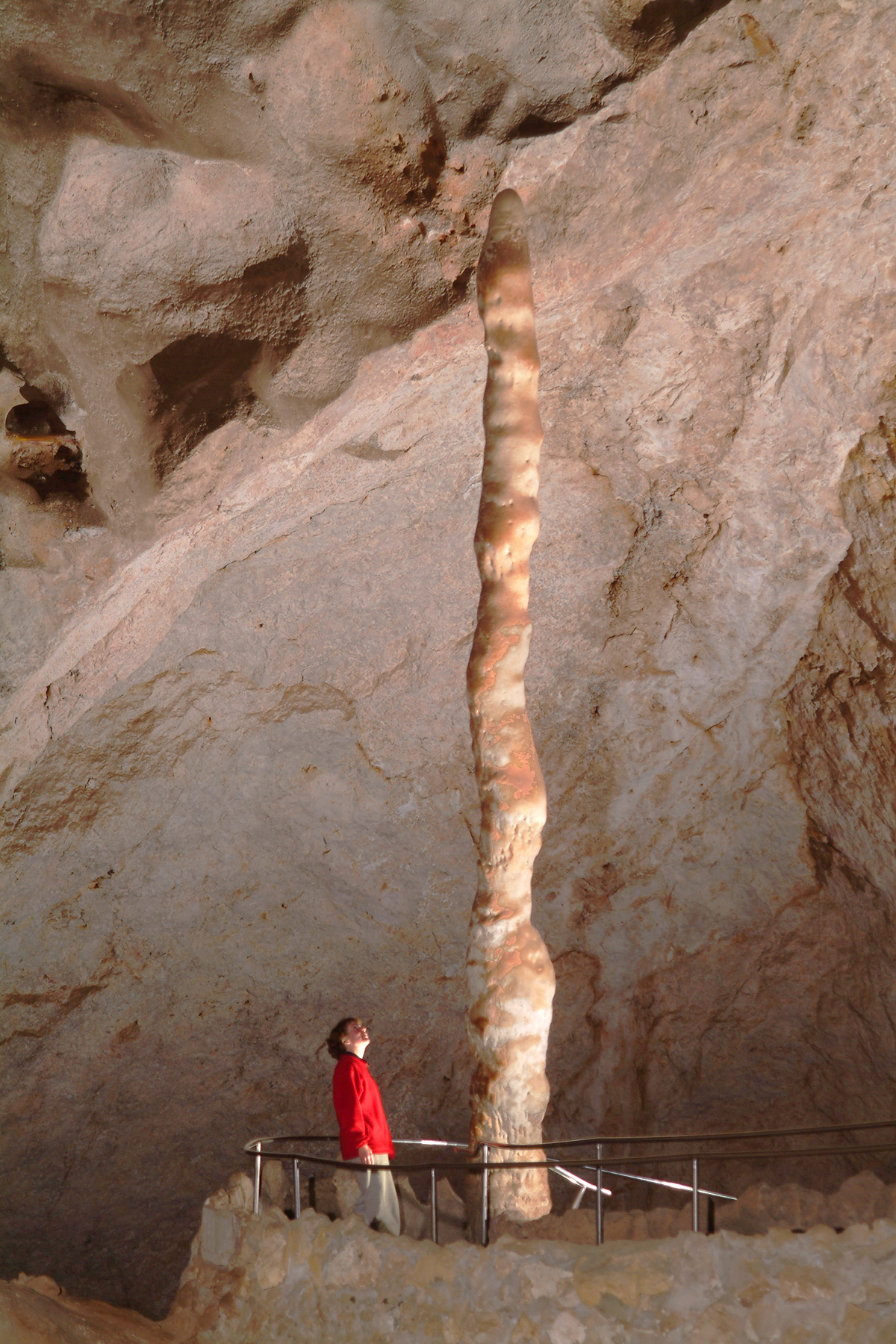
«Відьмин палець», сталагміт, (Карлсбадська печера, США)
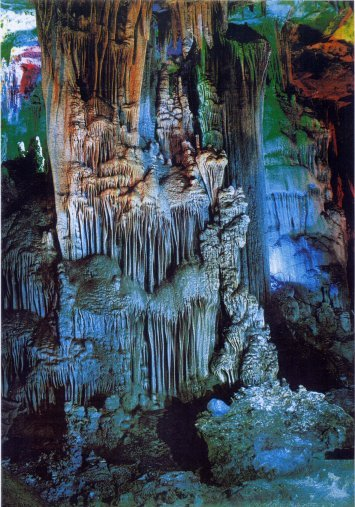
Фонгня-Кебанг, В'єтнам
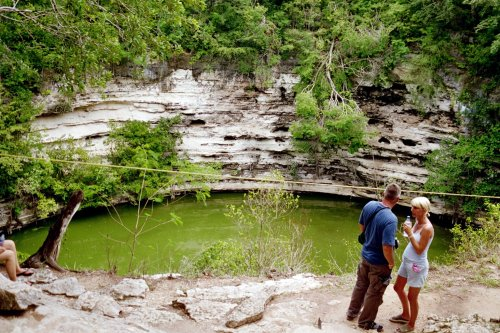
Священний Сенот, Чичен-Іца, Юкатан, Мексика
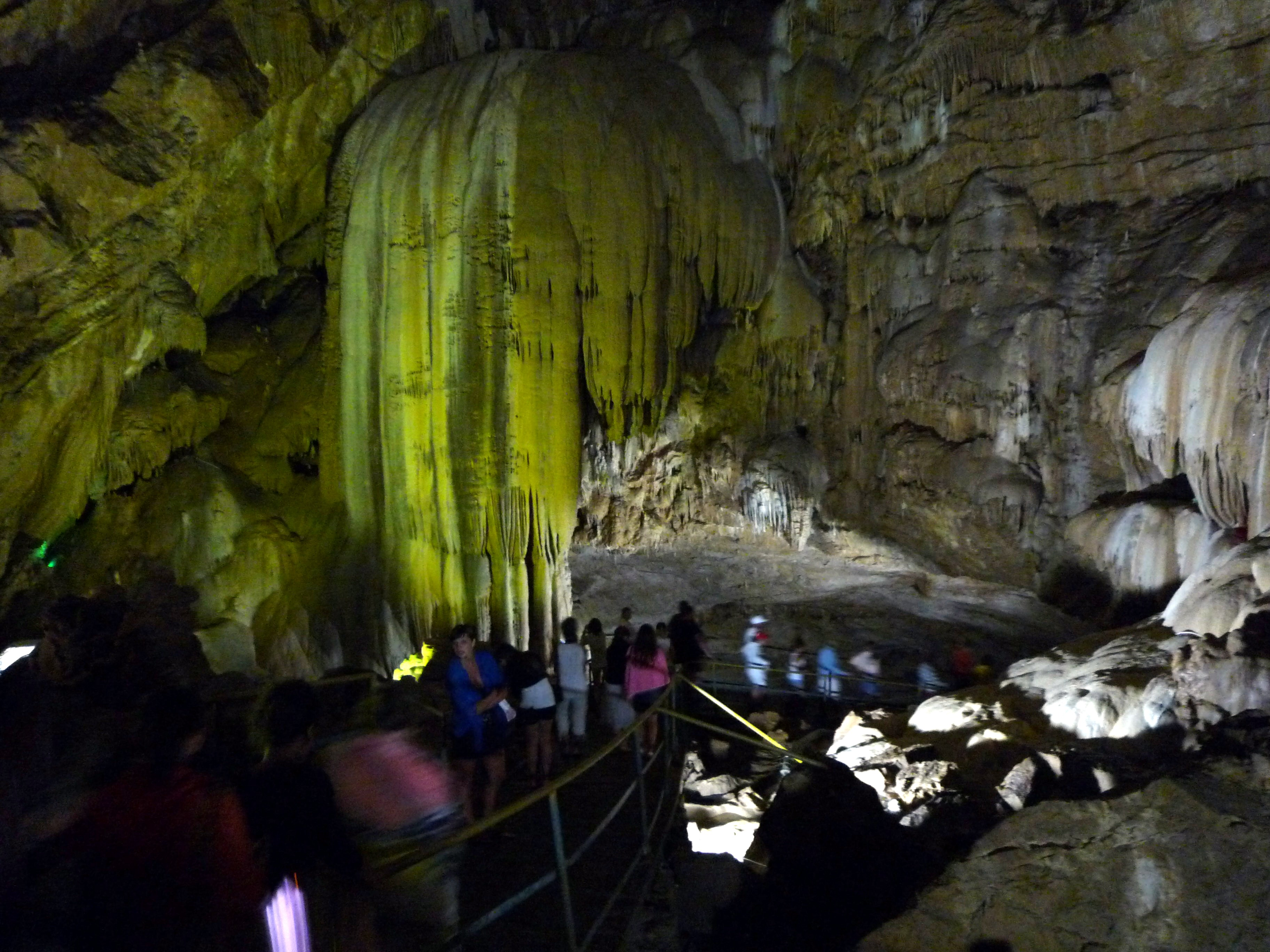
Новоафонська печера. Зал «Геліктовий грот». Кам'яний водоспад «Апсни». (Абхазія)
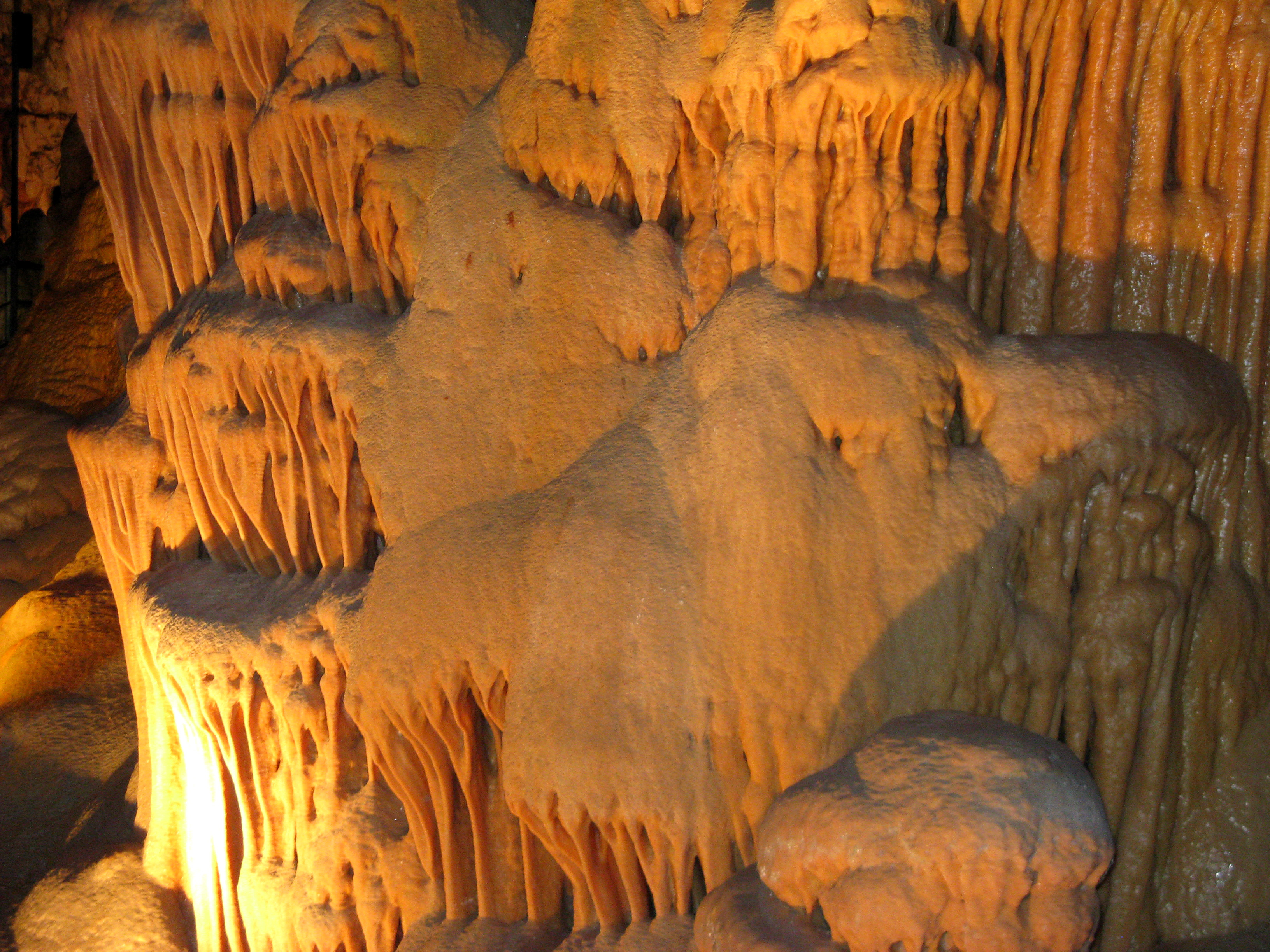
Драпірування, печера Сорек (Ізраїль)
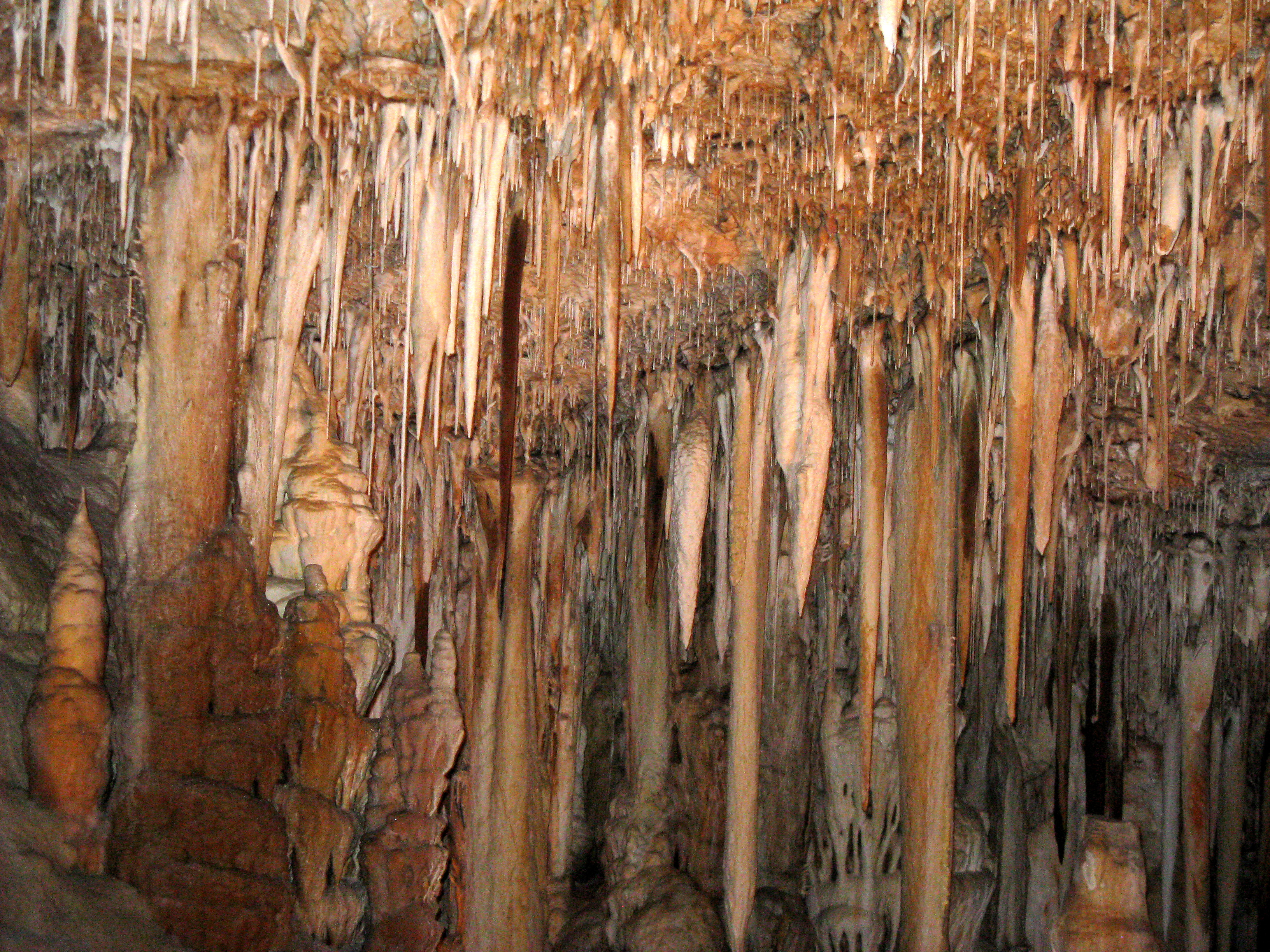
Сталактити, печера Сорек (Ізраїль)
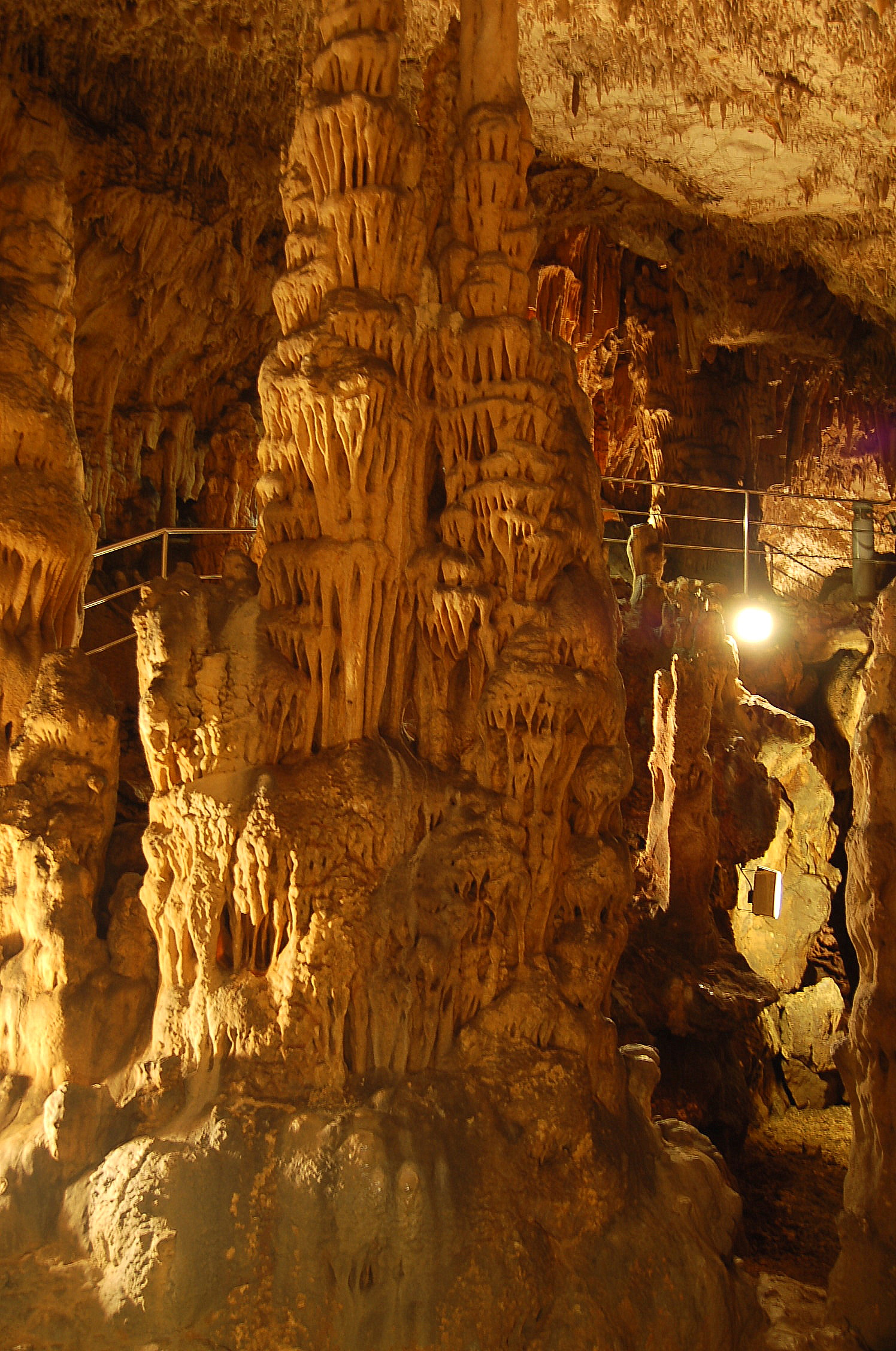
Сталагнати в печері Бісеруйка на острові Крк, Хорватія
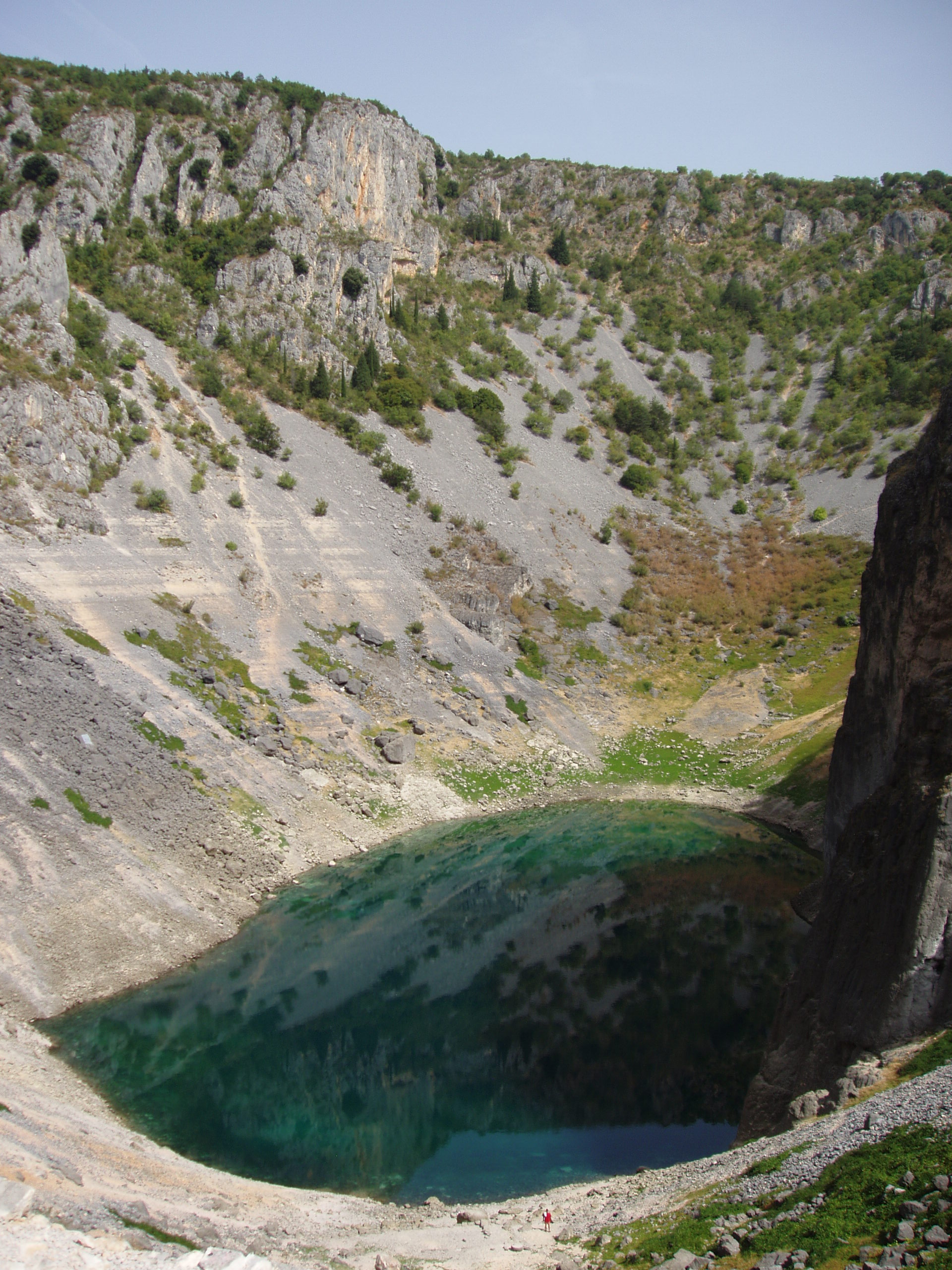
Голубе озеро — прісноводне карстове озеро поблизу міста Імотські в південній Хорватії, лежить у глибокій Карстовій воронці
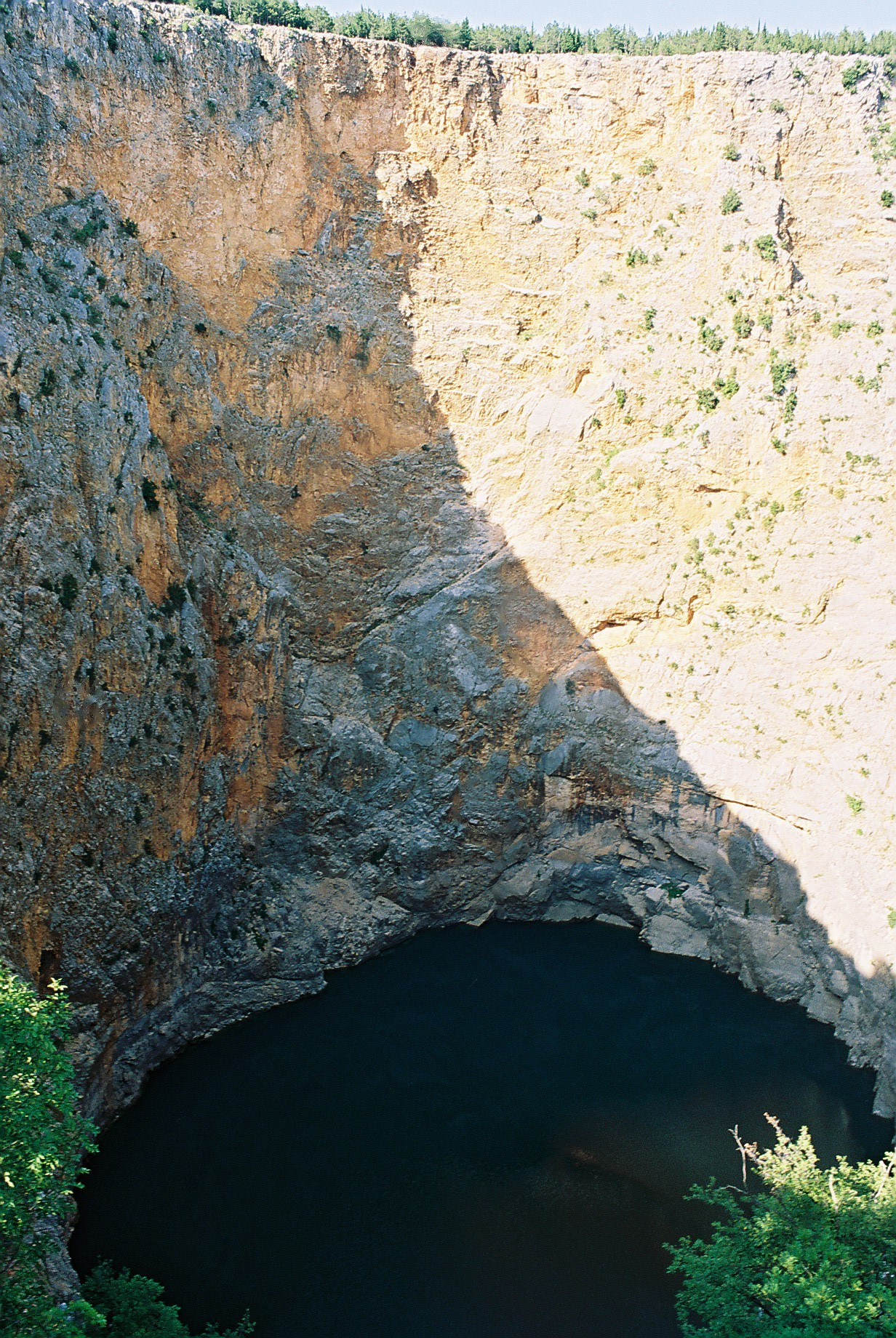
Червоне озеро — прісноводне карстове озеро поблизу міста Імотський. Хорватія